# Siilinjärvi
Siilinjärvi – miasto w Finlandii w prowincji Finlandia Wschodnia. Około 20 393 mieszkańców.

## Współpraca
- Sunne, Szwecja
- Elverum, Norwegia
- Haslev, Dania
- Hajdúböszörmény, Węgry
- Kamiennogorsk, Rosja
- Amberg, Niemcy